# Piotr Jerszow
Piotr Pawłowicz Jerszow, ros. Пётр Павлович Ершов (ur. 22 lutego?/6 marca 1815, zm. 18 sierpnia?/30 sierpnia 1869 w Tobolsku) – rosyjski pisarz.
Urodził się na Syberii, studiował w Sankt Petersburgu. W czasie studiów, w wieku zaledwie 19 lat, wzorując się na baśniach Aleksandra Puszkina, napisał swoje najbardziej znane dzieło - opartą na rosyjskim folklorze wierszowaną baśń Konik Garbusek. Wydane w 1834 r. dzieło zyskała wielką popularność, a sam Aleksander Puszkin również oceniał ją bardzo pozytywnie.
Po studiach Jerszow powrócił na Syberię, gdzie spędził resztę życia, m.in. jako nauczyciel w gimnazjum w Tobolsku. Napisał jeszcze kilka utworów, ale nie dorównały one już najsłynniejszej, młodzieńczej baśni autora.